# Qurum
Qurum (également écrit Qurm) est une banlieue huppée de la capitale d'Oman, Mascate.
La localité est connue pour son parc naturel, son centre-ville et sa plage.